# Веспучи (Леко)
Веспучи је насеље у Италији у округу Леко, региону Ломбардија.
Према процени из 2011. у насељу је живело 16 становника. Насеље се налази на надморској висини од 331 м.